# Epidendrum nuriense
Epidendrum nuriense là một loài thực vật có hoa trong họ Lan. Loài này được Carnevali & Hágsater mô tả khoa học đầu tiên năm 1992.